# 細川持益
細川 持益（ほそかわ もちます）は、室町時代後期から戦国時代にかけての武将。土佐国守護代。細川遠州家当主。官位は民部少輔・遠江守。細川頼種の子孫にあたる。

## 系譜
- 父：細川満益
- 母：不詳
- 室：不詳
  - 男子：細川勝益
  - 男子：細川元治
  - 男子：細川元賢
  - 男子：月関周透